# Mateuszówka
Mateuszówka (ukr. Матеушівка, Mateusziwka) – wieś na Ukrainie, w obwodzie tarnopolskim, w rejonie czortkowskim.

## Historia
Po zakończeniu I wojny światowej, od listopada 1918 roku do lata 1919 roku Mateuszówka znajdowała się w Zachodnioukraińskiej Republice Ludowej.

## Ludzie
- Juda Ber Saidmann – dzierżawca dóbr we wsi w 1900[3]